# Cover-girls
Pour plus de détails, voir Fiche technique et Distribution.
Cover-girls (Cover girls - Ragazze di tutti) est un film érotique franco-italien réalisé par José Bénazéraf et sorti en 1964.

## Synopsis
Le photographe Philippe Abregas s'associe à un mannequin suédois qu'il a rencontré dans la haute société romaine et lui raconte l'histoire des quatre autres filles qu'il a choisies pour faire la une de son magazine.

## Fiche technique
- Titre français : Cover-girls[1]
- Titre original : Cover girls - Ragazze di tutti[2]
- Réalisation : José Bénazéraf
- Scénario : José Bénazéraf, Yves Denaux, Francesco Prosperi
- Photographie : Alain Derobe, Alain Levent
- Montage : Jackie Raynal
- Musique : André Borly, Léo Missir
- Production : Felice Testa Gay
- Sociétés de production : Cinegai S.p.A., Les Films Univers
- Pays de production :  Italie -  France
- Langue originale : italien
- Format : Couleurs par Eastmancolor - 2,35:1 - Son mono - 35 mm
- Genre : film érotique
- Durée : 92 minutes
- Date de sortie : 
  - Italie : 28 décembre 1964
  - France : 7 avril 1965

## Distribution
- Fred Williams : Philippe
- Giorgia Moll : Anna Sofia
- Claudio Gora : Luciano Fraschetti
- Maria Grazia Buccella : Carlotta
- Carole Walker
- Jean Valmont :
- Paul Muller : Enrico
- Heidi Balzer :
- Laila Andersson :
- Béatrice Laforest :
- Evi Marandi : Franca[3]